# Yunquenus portoricanus
Genre
Espèce
Yunquenus portoricanus, unique représentant du genre Yunquenus, est une espèce d'opilions laniatores de la famille des Agoristenidae.

## Distribution
Cette espèce est endémique de Porto Rico. Elle se rencontre vers El Yunque.

## Description
Le mâle holotype mesure 5,5 mm.

## Étymologie
Son nom d'espèce lui a été donné en référence au lieu de sa découverte, Porto Rico.

## Publication originale
- Šilhavý, 1973 : « Two new systematic groups of gonyleptomorphid phalangids from the Antillean- Caribbean Region, Agoristenidae Fam. N., and Caribbiantinae Subfam. N. (Arachn.: Opilionidea). » Věstník československé Společnosti zoologické, vol. 37, p. 110–143.